# Anábasis (Jenofonte)

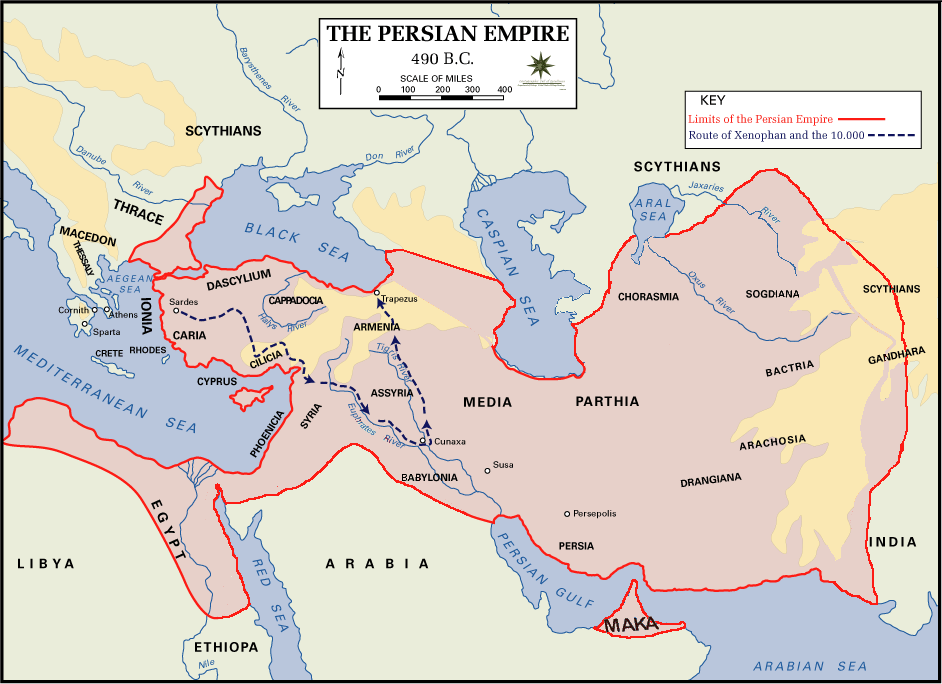
Ruta de Jenofonte y los Diez Mil.

La Anábasis o Expedición de los Diez Mil (también La retirada de los Diez Mil o La marcha de los Diez Mil; en griego clásico Κύρου Ανάβασις, que significa «subida o marcha tierra adentro de Ciro») es un relato del historiador griego Jenofonte, un discípulo de Sócrates que participó como aventurero y posteriormente como comandante en la expedición.

## Título
Todos los manuscritos disponibles coinciden en dar a la obra el título de Κύρου Ανάβασις, Anábasis de Ciro, es decir, «subida o marcha tierra adentro de Ciro». La palabra griega anábasis hace referencia a una expedición de la costa hacia el interior de un país; por el contrario, catábasis es el viaje desde el interior a la costa.
En la aventura descrita por Jenofonte, aunque la expedición de Ciro el Joven es una anábasis desde Sardes, en la costa oriental del mar Egeo, hacia el interior de Persia, en su mayor parte la obra narra el viaje de regreso de los Diez Mil desde Mesopotamia hasta la costa del mar Negro. Por lo tanto, la expedición tiene más que ver con una catábasis que con una anábasis. Es probable que Anábasis fuera el título que dio a la obra Jenofonte cuando empezó el relato y siguiera conservándolo al prolongarse la ruta, que además de una anábasis y una catábasis sigue con una parábasis, o expedición por la costa hasta Tracia. El título alternativo, Expedición de los Diez Mil, tiene origen también en el mismo texto de la obra, donde se utiliza el término myriás, «miríada» o «diez mil», que era la unidad de cuenta utilizada por los ejércitos persas, y que Jenofonte emplea como equivalente a myríoi, también «diez mil» con el significado vago de «innumerables». Dado que el número inicial de soldados en la expedición era de 12 000, en algunos manuscritos se comenzó a utilizar la expresión para designar al conjunto de mercenarios.

## Manuscritos
El texto de la obra se conserva en una serie de manuscritos medievales, cuyas diferentes versiones se han podido cotejar con fragmentos en papiro descubiertos a principios del siglo XX. Los filólogos clasificaron inicialmente los manuscritos en dos categorías según su aparente fiabilidad: los codices meliores y los codices deletiores. Los editores decimonónicos basaban el texto en los codices meliores (sobre todo en el manuscrito C) y solo usaban los deletiores para corregir las lagunas de los primeros o los errores más evidentes. Sin embargo, el descubrimiento de los papiros obligó a reconsiderar la situación, ya que, en muchos casos, la lectura de los codices deletiores se demostraba preferible y se constató que los meliores contenían un texto «perfeccionado» o parcialmente retocado por los copistas y filólogos bizantinos.

### Codices meliores
- Manuscrito C: o códice Parisinus 1640 (1320).
- Manuscrito B: Parisinus 1641 (siglo XV).
- Manuscrito A: Vaticanus 987 (datación incierta).
- Manuscrito E: Etonensis (siglo XV).[5]

### Codices deletiores
- Manuscrito F: Vaticanus 1335 (siglo XII).
- Manuscrito M: Venetus martianus (siglos XII-XIII), que contiene a su vez:
  - Manuscrito D: Bodleianus (finales siglo XIV o principios XV).
  - Manuscrito V: Vindobondensis 95 (siglo XV).[5]

## Datación
Existe división de opiniones entre los especialistas sobre las fechas en las que Jenofonte pudo escribir la Anábasis. Las evidencias internas sugieren que lo hizo en dos fases divididas por el capítulo 3 del libro V. En este punto Jenofonte relata su regreso a Grecia, cuando se instaló en Escilunte y le dedicó una inscripción a Artemisa, su guía durante la expedición, antes de unirse a la campaña de Agesilao contra Beocia (An. 5.3.6). La redacción hace pensar que escribió esa primera parte al comienzo de su estancia en Escilunte, en torno al año 385 a. C., y la continuación cuando ya había abandonado la localidad, después de 371 a. C. Algunas alusiones a Atenas podrían interpretarse en el sentido de que la redacción final se completó allí sobre el año 368 a. C., aunque no es seguro que realmente Jenofonte residiera en la ciudad al final de su vida.

## Contenido
En ella se narran la expedición militar de Ciro el Joven contra su hermano el rey de Persia Artajerjes II y el posterior intento de retorno a la patria de los mercenarios griegos que estaban a su servicio, tras la derrota y muerte del mismo Ciro.
En 401 a. C., tres años después de subir al trono el persa Artajerjes II, su hermano menor Ciro se rebeló en su satrapía de Asia Menor. Para destronar a su hermano, reclutó un ejército en el que incluyó a diez mil mercenarios griegos, que partió de Sardes, marchó a través de Asia Menor y descendió costeando el río Éufrates hasta Cunaxa, cerca de Babilonia. Ciro murió en la batalla de Cunaxa, lo que produjo la desbandada de su ejército. Los mercenarios griegos, sin embargo, se mantuvieron invictos y unidos bajo el mando del comandante espartano Clearco. En las negociaciones que siguieron con el enemigo, Clearco y los principales comandantes griegos fueron decapitados a traición, por lo que los mercenarios hubieron de elegir a otros líderes. Entre estos estaba el propio Jenofonte de Atenas, quien guio el retorno del resto del ejército a Grecia. Remontaron el río Tigris y atravesaron Armenia por una ruta de casi cuatro mil kilómetros de territorio enemigo, hasta llegar a la colonia griega de Trapezunte (actual Trabzon, Turquía), en la orilla sur del mar Negro. Son famosos los gritos de alegría de los soldados a la vista de este: Θάλαττα! θάλαττα! (Thalatta! Thalatta!, «¡El mar! ¡El mar!»).
La narración, escrita en tercera persona, posee gran interés histórico, pero además tiene un estilo ameno, no exento de gran emotividad en algunos pasajes. Por la sencillez de su estilo, a menudo se usa en la educación secundaria como texto de iniciación a la traducción del griego clásico.

## Adaptaciones
La historia de Jenofonte inspiró a Sol Yurick para su novela The Warriors, fuente en la que se basó a su vez la película de Walter Hill The Warriors: Los amos de la noche, y que posteriormente ha tenido secuelas en forma de videojuegos. 
Basándose en estos hechos Michael Curtis Ford escribió la novela La odisea de los diez mil (The Ten Thousand: A Novel of Ancient Greece, 2001). 
También basado en estos hechos, Valerio Massimo Manfredi escribió la novela El ejército perdido (L'armata perduta, 2007).